# Groene stekelwapenvlieg
De groene stekelwapenvlieg (Actina chalybea) is een vliegensoort uit de familie van de wapenvliegen (Stratiomyidae). De wetenschappelijke naam van de soort is voor het eerst geldig gepubliceerd in 1804 door Meigen.